# 국방교육법
국방교육법(영어: National Defense Education Act, NDEA)은 1958년 9월 2일 법으로 서명되어 모든 단계의 미국 교육 기관에 자금을 지원했다.
NDEA는 드와이트 D. 아이젠하워 미국 대통령이 1958년 미국 기술의 정교함과 위력을 높이기 위해 DARPA 및 NASA와 함께 시행한 여러 과학 이니셔티브 중 하나였다. 이는 미국 과학자들이 소련의 과학자들에게 뒤처지고 있다는 국가적 인식이 커지면서 추진되었다. 소련이 전년도에 인류 최초의 위성인 스푸트니크를 발사한 후, 우주 경쟁에서 소련의 초기 성공은 소련의 기술 발전에 대한 국가적 불안감을 촉발했다.
이 법은 4년 동안 자금을 지원하며 매년 자금 지원을 늘렸다. 예를 들어, 8개 프로그램 항목에 대한 자금은 1959년 1억 8천 3백만 달러에서 1960년 2억 2천 2백만 달러로 증가했다. 총 10억 달러 이상이 미국 과학 교육과정 개선에 투입되었다. 그러나 매카시즘 이후, 법에는 모든 수혜자가 미국 정부 전복에 대한 신념을 부인하는 진술서를 작성해야 한다는 의무 조항이 삽입되었다. 이 필수 충성 서약은 미국 대학 교수 협회와 153개 이상의 기관에서 우려와 항의를 불러일으켰다.

## 원인 및 목적
NDEA는 1957년 10월 4일 소련의 위성 스푸트니크 발사에 영향을 받았다. 미국 시민들은 소련 교육이 미국 교육보다 우수하다고 우려했고, 미국 의회는 미국 학교의 수준을 높이기 위해 이 법을 추가로 통과시켰다.
1957년은 또한 미국에서 수학자 부족 현상이 심각했던 해이기도 했다. 전자 컴퓨터의 등장으로 프로그래머로서 수학자에 대한 수요가 증가했고, 새로운 수학 이론의 개발과 그 실제 적용 사이의 리드 타임을 단축시켜 수학자들의 가치를 더욱 높였다. 미국은 더 이상 모든 수학자를 유럽 난민에게만 의존할 수 없었지만, 그들은 여전히 중요한 공급원이었으므로 국내 공급을 대폭 늘려야 했다. 당시 "수학"은 응용 수학보다는 순수 수학으로 해석되었다. 1950년대와 1960년대의 문제는 국방을 포함한 산업 분야에서 수학자들을 흡수하여 다음 세대를 교육하는 고등학교와 대학교에 필요한 수학자들이 부족했다는 점이다. 대학 수준에서는 최근에도 산업 분야에서 응용 수학자와 컴퓨터 과학자들을 너무 많이 흡수하여 이들을 고용하기 어려운 해가 있었다.
또한, 더 많은 고등학교 졸업생들이 대학에 진학하기 시작했다. 1940년에는 약 50만 명의 미국인이 대학에 다녔는데, 이는 해당 연령대의 약 15%에 해당했다. 그러나 1960년에는 대학 등록자 수가 360만 명으로 늘어났다. 1970년에는 750만 명의 학생들이 미국 대학에 다니고 있었으며, 이는 대학 연령 청소년의 40%에 해당했다.
따라서 이 법은 두 가지 목적을 달성하기 위해 고안되었다. 첫째, 국방 관련 특정 인력을 국가에 제공하는 것이었다. 여기에는 외국어 학자, 지역 연구 센터, 공학도에게 연방 지원을 제공하는 것이 포함되었다. 둘째, 1960년대 대학에 등록하는 학생들이 늘어나는 추세에 따라 수천 명의 학생들에게 주로 국방 학생 대출 프로그램을 통해 재정 지원을 제공했다.
NDEA는 "장래가 촉망되지만 재정적으로 어려운 학생들"에게 저금리 연방 대출을 제공하고 학부 및 대학원 교육을 받을 수 있도록 국방 학생 대출(NDSL) 프로그램을 설립했다. 국방 학생 대출은 특히 수학, 공학 또는 현대 외국어 분야에서 우수한 능력을 가진 학생이나 초등 또는 중등 학교 교사를 희망하는 학생들을 대상으로 했다. 이 대출 프로그램의 또 다른 의도는 NDSL 대출 제공을 통해 고등 교육 기관에 대출 프로그램을 설립하고 지원하는 것이었다. NDEA는 오늘날에도 존재하는 연방 및 대학 자금 지원 대학 대출 프로그램의 생성을 촉진했다.
1959년 디즈니 단편 영화 도날드 덕의 매스매직 랜드는 NDEA 자금으로 제작 및 배포되었다.

## 항목별 분류

### 제1항
NDEA의 제1항은 법의 내용과 목적에 대한 서론 역할을 한다.

### 제2항
제2항은 학생 대출 제공을 승인하고 대출이 수여될 수 있는 조건을 규정한다. 처음에는 제2항이 대출이 아닌 장학금(보조금이라고도 함)을 제공했다. 그러나 일부 의원들은 학생들에게 "무료 탑승"을 제공하는 것이 보내는 메시지에 대해 우려를 표했다. 법안의 하원 버전은 장학금 자금을 없앴고, 상원은 장학금 금액을 줄였다. 법안이 법으로 통과될 때쯤에는 학생 지원이 전적으로 대출 기반이 되었다.

### 제3항
제3항은 과학, 수학, 외국어 프로그램을 강화할 목적으로 추가 재정 지원을 제공한다. 라틴어와 그리스어 프로그램은 현대 외국어가 아니며 국방 요구를 지원하지 않는다는 이유로 이 항목에 따라 자금이 지원되지 않는다. 제3항은 수학, 과학, 외국어 교육 및 전문성 개발을 위한 장비, 자료 및 주정부 매칭 펀드를 제공한다. 제3항은 또한 교사와 연구자 간의 협력을 장려했다. 제3항 기간 동안 연구는 영재 아동과 관련된 동질적인 지능 정의를 변화시켰다.

### 제4항
제4항은 대학원 수준의 전문가와 대학교수의 수를 늘리기 위해 대학원 장학금에 자금을 지원한다. 교수가 되겠다는 의사를 밝힌 학생들에게 우선권이 주어졌다. 그러나 특정 분야(예: 민속학)는 이러한 장학금에서 특별히 제외되었다. 제4항은 당시 존재했던 두 가지 연방 프로그램 중 하나(NDEA 제6항과 함께)로, 인문학에 자금을 지원했다.

### 제5항
제5항은 진로 상담사 훈련 및 영재 학생 식별을 위한 시험 프로그램 시행에 대한 조항을 포함한다. 이는 학문적 영재(AG) 및 영재 및 재능(GT) 프로그램의 토대를 마련했으며, 학교에서 표준화된 시험을 사용하여 능력을 측정하는 추세를 시작했다. 제5항은 영재 교육에 큰 영향을 미쳤다. 그러나 프로그램이 1920년대에 시작된 이래 "영재성"을 나타내는 정의 비율은 일정하게 유지되었다.

### 제6항
제6항은 언어 및 지역 연구 프로그램에 자금을 지원한다. "지역 연구"에는 아프리카계 미국인 연구 및 라틴 아메리카 연구와 같은 주제가 포함된다.

### 제7항
제7항은 교육 목적으로 기술을 보다 효과적으로 사용하는 연구에 자금을 지원했다.

### 제8항
제8항은 시민들이 노동 시장에 더 잘 대비할 수 있도록 직업 훈련에 자금을 지원했다.

### 제9항
제9항은 과학 정보 연구소와 과학 정보 위원회를 설립하여 과학 정보를 보급하고 고도로 기술적인 문제에 대해 정부를 지원했다.

### 제10항
제10항은 이 법의 법적 및 실용적 세부 사항에 관한 기타 조항을 포함한다.

## 논란
NDEA는 제10항 제1001조 (f)항을 포함하고 있는데, 이는 이 법의 모든 수혜자가 미국 정부 전복에 대한 신념을 부인하는 진술서를 작성해야 한다는 의무 조항이다. 고등 교육계의 일부 인사들은 이 진술서(이른바 부인 진술서)에 반대했는데, 이는 신념을 통제하려 시도하고 따라서 학문의 자유를 침해한다고 주장했다. 초기에는 소수의 기관(바너드, 예일, 프린스턴)이 진술서 요구 사항 때문에 이 법에 의해 설립된 학생 대출 프로그램에 따라 자금을 받는 것을 거부했다. 1962년 부인 진술서가 폐지될 무렵, 조항에 항의하는 학교의 수는 153개에 달했다.
4년간의 비효율적인 항의 끝에, 1962년 가을 존 F. 케네디 대통령은 대학의 항의와는 무관한 외부 사건에 의해 촉발되어 부인 요건을 폐지했다. 특히, 비미 활동 위원회와 문제를 겪고 의회 모독죄로 유죄 판결을 받은 국립 과학 재단 펠로우십 수혜자의 사례가 공개된 후였다. 케네디는 이 사례가 진술서 조항이 비효율적임을 증명한다고 해석했고, 1961년 이전의 항의 때문이 아니라 그럼에도 불구하고 부인 요건이 삭제되었다.

## 참고 문헌
- Barksdale Clowse, Barbara. Brainpower For The Cold War: The Sputnik Crisis and National Defense Education Act of 1958" (Greenwood Press; 1981) 225 pages
- Original National Defense Education Act (P.L. 85-864; 72 Stat. 1580), History of Federal Education Policy website
- "National Defense Education Act", Infoplease.com. Sandbox Networks, Inc.
- Schwegler, Stephan J. (1982). 《Academic Freedom and the Disclaimer Affidavit of the National Defense Education Act: The Response of Higher Education》. Dissertation: Teacher's College, Columbia University.
- Urban, Wayne J. More Than Science and Sputnik: The National Defense Education Act of 1958 (University of Alabama Press; 2010) 247 pages